# 太田大次郎
太田 大次郎（おおた だいじろう、1875年〈明治8年〉12月9日 - 没年不明）は、日本の実業家。博多汽船漁業取締役社長。福岡銀行、徴兵保険各取締役。博多商業会議所常議員。族籍は福岡県平民。第一徴兵保険社長四代太田清蔵の養弟。

## 人物
福岡県平民・太田清蔵の養弟。1897年、分かれて一家を創立した。住所は福岡市蔵本町。

## 家族・親族
太田家
- 妻・イソ（1882年 - ?、福岡、神吉朝吉の妹）[1][2]
- 娘[1][2]
- 養子・一郎（1899年 - ?、九州勧業取締支配人）[3]